# Thorectes nepalensis
Thorectes nepalensis är en skalbaggsart som beskrevs av Baraud 1974. Thorectes nepalensis ingår i släktet Thorectes och familjen tordyvlar. Inga underarter finns listade i Catalogue of Life.